# 模仿棋
模仿棋，一種圍棋戰術，以模仿對手的棋路為主，依照對手落子的位置，在對稱的鏡像位置落子。相傳最早使用這種戰術的人，是中國北宋時的蘇東坡，因此古稱東坡棋。日本豐臣秀吉也喜歡使用這種戰術，因此在日本又稱太閤棋。根據執棋的不同，又有黑棋模仿棋和白棋模仿棋兩大類。現代使用模仿棋戰術的職業棋手不多，其中以藤澤朋齋最為著名。

## 概論
黑棋東坡棋的戰術，通常在第一手下天元，之後完全仿照對手的下子。在貼目規則出現後，又出現白棋東坡棋。白棋東坡棋執白子後下，完全仿照對手的下法，再伺機取得對自己有利的局面。
1929年，吳清源首次對戰木谷實，執黑子先手，就採用模仿棋戰術，第一手下在天元；之後，吳清源在前63手，皆仿效木谷實的下法。這是在日本職業圍棋史上，首次有人使用模仿棋，這個棋局也成為日本圍棋史上很著名的一次比試。這次比賽促成日本圍棋界採用貼目規則。